# Pedro Godoy Palacios
Pedro Godoy Palacios (Santiago, 4 de diciembre de 1801-ibídem, 14 de febrero de 1883) fue un político, militar y escritor chileno. Hijo de Santiago Godoy y Videla y de Francisca Palacios Aguirre, nieta materna de Juan Nicolás de Aguirre y Barrenechea, Marqués de Montepío. Por el lado paterno era descendiente del conquistador Francisco de Godoy, quien llegó a Chile junto al Gobernador García Hurtado de Mendoza en 1557 y se casó con una hija de Francisco de Aguirre.
Contrajo matrimonio con Rosario Cruz Vergara y tuvo seis hijos, entre ellos Joaquín Godoy Cruz, Representante de Chile en Perú y Ministro de Relaciones Exteriores de Chile.

## Carrera militar
Ingresó a la Academia Militar, al crearse esta, en 1817. Se incorporó al ejército como subteniente del Regimiento N.º 1 de Infantería de Cazadores de Coquimbo. En 1818 participó en Cancha Rayada y en la Batalla de Maipú, en la que fue herido en un brazo. Ascendió a teniente y participó en las campañas del sur, donde se salvó de ser fusilado, al caer prisionero su regimiento en manos del realista Vicente Benavides.
Se incorporó con el grado de capitán en la Expedición Libertadora del Perú en 1820. Ascendió a sargento mayor en 1822, teniendo entonces 21 años. En 1824 hizo dos campañas de Chiloé. En 1826 ascendió a teniente coronel y en 1827 persiguió a la banda de delincuentes rurales denominados “Los Pincheira”; desde entonces comenzó a figurar en política, en los tercios del pipiolismo.
No se batió en Lircay a favor de sus ideas, porque se le tendió una trampa. Se negó a reconocer el gobierno que surgió tras la Guerra Civil de 1830, entonces fue expulsado del ejército y borrado del escalafón por las nuevas autoridades conservadoras.
Perseguido por el gobierno de José Joaquín Prieto Vial, emigró a Mendoza, donde vivió algunos años; en 1838 regresó y ofreció sus servicios en el ejército restaurador del Perú. Hizo la campaña como ayudante del estado mayor. Encontrándose en la provincia de Santa en enero de 1838 retó a duelo al español Victorino Garrido, a quien acusaba de haberle injuriado con sus artículos y palabras, ante la renuencia a batirse de Garrido le hirió seriamente a puños y puntapies siendo por eso arrestado por la guardia, antes de ser confinado como prisionero prefirió marchar a unirse a sus compañeros del ejército chileno, a pesar de que el camino estaba cortado por los confederados, siendo tomado prisionero por el coronel boliviano Carrasco y no pudiendo por ello participar de la batalla de Yungay.

## Carrera pública
Se dedicó a las letras y se hizo periodista. Fundó el periódico El Republicano, redactó El Trompeta y El Defensor de los Militares. En 1840 volvió a dedicarse al periodismo, colaborando en La Guerra de la Tiranía, El Siglo (1844-1845) y El Diario de Santiago".
En 1847 publicó dos volúmenes llamados Espíritu de la prensa chilena, en que recopiló muchos de los escritos más importantes publicados por diversos autores durante la época de la Independencia de Chile.
En 1850 colaboró en La República y La Carta Monstruo. En 1851 fue redactor de El Diario Avisos y La Época. Siguió colaborando en la prensa y escribió en varios periódicos.
En 1862 publicó “La Conquista de Arauco”, exponiendo diversas consideraciones acerca de la forma como debía unirse la Araucanía al resto del territorio chileno.
Combatió la candidatura de Manuel Montt. Fue elegido senador por la provincia de Concepción (1852-1879) y fue miembro de la Comisión de Guerra y Marina, y Gobierno y Relaciones Exteriores. En 1864 se le dio la efectividad del coronel y dos años después se le ascendió a general de brigada.
En 1866 el presidente José Joaquín Pérez Mascayano lo nombró consejero de Estado. En 1873 formó parte de la Academia de Bellas Letras de Santiago. En 1881 tomó participación activa en la campaña presidencial del general Manuel Baquedano.